# Polo (Illinois)
Polo je grad u američkoj saveznoj državi Ilinois. Prema popisu stanovništva iz 2010. u njemu je živjelo 2.355 stanovnika.